# Shohei Ohtani
Shohei Ohtani (Oshu, 5 juli 1994) is een Japanse honkbalspeler die speelt voor Los Angeles Dodgers in de Major League Baseball. Eerder speelde hij voor MLB rivaal Los Angeles Angels en de Hokkaido Nippon-Ham Fighters in de Pacific League van het Nippon Professional Baseball. Hij speelt als werper, buitenvelder en aangewezen slagman. Ohtani wordt gezien als een van de beste 'two-way' spelers (spelers die zowel als slagman én als werper spelen) aller tijden.

## Carrière

### Hokkaido Nippon-Ham Fighters
Ohtani wilde in eerste instantie vanuit de middelbare school gaan spelen voor een Major League Baseball team. Daarbij toonden onder ander de Texas Rangers en de Boston Red Sox interesse. De Hokkaido Nippon-Ham Fighters besloten Ohtani alsnog te selecteren in de Nippon Professional Baseball draft, waarin ze hem in de eerste ronde als eerste keuze selecteerden. Ondanks het feit dat Ohtani had aangegeven in Amerika te willen spelen, wisten de Hokkaido Nippon-Ham Fighters Ohtani te overtuigen, onder andere met een film waarin ze uitlichtten hoe zwaar het in de Minor League zou zijn voor een Japanse speler.
Bij de Hokkaido Nippon-Ham Fighters kreeg Ohtani de ruimte om een balans te vinden tussen spelen als werper, en spelen als (aangewezen) slagman. In 2016 betaalde dit zich uit. In zijn één na laatste seizoen in Japan sloeg Ohtani een slaggemiddelde van .322 met 22 homeruns, terwijl hij als werper een ERA van 1.86 had en 174 strikeouts gooide in 140 innings. Hij werd verkozen tot meest waardevolle speler van de Pacific League en won met de Hokkaido Nippon-Ham Fighters de Japan Series titel.

### Los Angeles Angels (2018-2023)
Op 9 december 2017 tekende Ohtani een contract voor zes jaar bij Los Angeles Angels. Daarbij ontving hij een tekenbonus van $2,315 miljoen. Hij was op dat moment een van de meest begeerde free agents in het honkbal.

#### 2018
Ook bij de Angels kreeg Ohtani de ruimte om zowel als werper, alsook als slagman te spelen. In zijn eerste seizoen haalde Ohtani een slaggemiddelde van .285, met een on-base percentage van .361, 22 homeruns, 61 RBIs en 10 gestolen honken. Als werper startte hij 10 wedstrijden, waarin hij een winst-verliesbalans van 4-2 behaalde, met 63 strikeouts en een ERA van 3.31. Hij was naast Babe Ruth de enige MLB speler ooit die in één seizoen 20 homeruns sloeg én in 10 wedstrijden speelde als werper. Hij werd na het seizoen verkozen tot American League Rookie of the Year.
Na het seizoen onderging Ohtani de Tommy John ingreep.

#### 2019
In 2019 werd Ohtani, door de Tommy John ingreep, alleen ingezet als slagman. Hij sloeg in 2019 een slaggemiddelde van .286 met 18 homeruns, 62 RBIs en 12 gestolen honken, in 106 wedstrijden. Hij kon het seizoen niet afmaken, doordat hij moest worden geopereerd aan een gedeelde knieschijf (bipartite patella).

#### 2020
Het seizoen 2020 in de MLB begon pas op 24 juli door de COVID-19 pandemie. Hij zou in het seizoen uiteindelijk maar twee keer als werper in actie komen, nadat hij na zijn tweede start last kreeg van zijn werparm.
Aan slag sloot hij zijn seizoen af met een slaggemiddelde van .190, met zeven homeruns, 24 RBIs en zeven gestolen honken in 43 wedstrijden. Door zijn blessures in de seizoenen 2019 en 2020 wist Ohtani niet zijn volledige potentieel te halen, tot zijn eigen frustratie.

#### 2021
Ohtani's prestaties in 2021 worden door veel deskundigen beschouwd als historisch. De Angels lieten de 'Ohtani rules', die ze hadden overgenomen van de Hokkaido Nippon-Ham Fighters, los, waardoor hij niet meer gebonden was aan één wedstrijd per week werpen, met daarnaast maximaal drie tot vier wedstrijden aan slag tussen wedstrijden als werper.
Hij sloot het seizoen af met een slaggemiddelde van .257, 46 homeruns, 100 RBIs en 26 gestolen honken. Als werper behaalde hij een winst-verliesbalans van 9-2 met een ERA van 3.18 en 156 strikeouts in 130,1 innings. Ook sloeg hij acht driehonkslagen, waarmee hij zich bij slechts vijf andere spelers voegde die ook meer dan 45 homeruns en acht of meer driehonkslagen sloegen in één seizoen. Daarnaast was hij de tweede speler ooit die meer dan 45 homeruns sloeg en meer dan 25 honken wist te stelen.
Geen enkele speler in de geschiedenis van de MLB wist in één seizoen meer dan 100 strikeouts te gooien én meer dan 10 homeruns te slaan. Ohtani behaalde in 2021 156 strikeouts en 46 homeruns.
Na het seizoen 2021 werd Ohtani verkozen tot meest waardevolle speler van de American League.

#### 2022
In 2022 kondigde de MLB een spelregelwijziging aan die informeel de 'Ohtani rule' wordt genoemd. Een werper die in dezelfde wedstrijd ook in de slagvolgorde staat mag, wanneer hij als werper uit de wedstrijd wordt gehaald, als aangewezen slagman in de slagvolgorde blijven staan. Voorheen mocht een werper die uit de wedstrijd werd gehaald niet meer als slagman spelen in dezelfde wedstrijd.
Op 9 mei sloeg Ohtani twee homeruns in de wedstrijd tegen de Tampa Bay Rays, waarmee hij voor de achtste keer meerdere homeruns sloeg in één wedstrijd. Hiermee verbrak hij het record van Ichiro Suzuki voor wedstrijden met meerdere homeruns voor een Japans speler in de MLB. Op 15 mei sloeg hij zijn honderdste homerun in de MLB, waarmee hij de enige speler naast Babe Ruth werd die minimaal 100 homeruns en 250 strikeouts behaalde als speler in de MLB.
Ohtani sloot het seizoen af met een winst-verliesbalans van 15-9, met een ERA van 2.33 met 219 strikeouts in 166 innings. Hij sloeg een slaggemiddelde van .273 met 34 homeruns, 30 tweehonkslagen, 11 gestolen honken en 95 RBIs in 157 wedstrijden.

### Los Angeles Dodgers (2024-heden)
Op 9 december 2023 maakte Ohtani bekend zijn carrière te vervolgen bij de Los Angeles Dodgers. Hij tekende een tienjarig contract met een waarde van 700 miljoen dollar. Hij werd daarmee de best betaalde sporter aller tijden.

#### 2024
Op vrijdag 23 augustus werd Ohtani de speler die het snelste ooit in één seizoen 40 homeruns sloeg en 40 honken stal. Hij had hier 126 wedstrijden voor nodig. Het vorige record was in handen van Alfonso Soriano, die er 147 wedstrijden voor nodig had. Op donderdag 19 september werd Ohtani de eerste speler in de MLB ooit die 50 homeruns sloeg en 50 honken stal in één seizoen. Hij sloeg zijn 49ste, 50ste en 51ste homerun in dezelfde wedstrijd, waarin hij ook twee honken stal (zijn 50ste en 51ste van het seizoen) en 10 RBIs behaalde. Deze 10 RBIs zijn de meeste ooit voor een Dodger in één wedstrijd. Daarnaast is hij de eerste speler ooit in de MLB die in één wedstrijd 3 homeruns sloeg én 2 honken stal. Hij sloeg in deze wedstrijd, tegen de Miami Marlins, zes slagbeurten zes honkslagen.